# Côte bleue - chaîne de l'Estaque
Côte bleue - chaîne de l'Estaque este o arie protejată (sit de importanță comunitară — SCI) din Franța întinsă pe o suprafață de 5.552,72 ha, integral pe uscat.

## Localizare
Centrul sitului Côte bleue - chaîne de l'Estaque este situat la coordonatele 43°21′46″N 5°11′34″E / 43.36278°N 5.19278°E.

## Înființare
Situl Côte bleue - chaîne de l'Estaque a fost declarat arie specială de conservare în baza directivei 92/43 din 1992 referitoare la conservarea habitatelor naturale și a faunei și florei sălbatice pentru a proteja 4 specii de animale.

## Biodiversitate
Situată în ecoregiunea mediteraneană, aria protejată conține 10 habitate naturale: Păduri de Quercus ilex și Quercus rotundifolia, Iazuri temporare mediteraneene, Peșteri inaccesibile publicului, Matorral arborescenți cu Juniperus spp., Galerii de Salix alba și de Populus alba, Păduri de pin mediteraneene cu pini mezogeni endemici, Faleze cu vegetație de Limonium spp. endemic de pe coastele mediteraneene, Grohotișuri termofile și vest-mediteraneene, Pante stâncoase calcaroase cu vegetație casmofită, Pseudostepă cu ierburi și specii anuale de Thero-Brachypodietea.
La baza desemnării sitului se află mai multe specii protejate:
- mamifere (2): liliac cu aripi lungi (Miniopterus schreibersii), liliac cu urechi de șoarece (Myotis blythii)
- nevertebrate (2): fluturele auriu (Euphydryas aurinia), Euplagia quadripunctaria

Pe lângă speciile protejate, pe teritoriul sitului au mai fost identificate 10 specii de plante, 1 specie de păsări.